# كازالنوفو مونتيروتارو
كازالنوفو مونتيروتارو (بالإيطالية: Casalnuovo Monterotaro)‏ هي بلدية في مقاطعة فودجا في إقليم بوليا الإيطالي.

## السكان
في سنة 1861 بلغ عدد السكان 3٬563 نسمة، وتطور العدد ليصل في سنة 2011 لـ 1٬663 نسمة.
يظهر هذا المخطط البياني تطور النمو السكاني لـ كازالنوفو مونتيروتارو